# セプテンバーミー
セプテンバーミーは、日本のロックバンド。略称は「バーミー」。

## メンバー

### 現メンバー
- ドイヒロト（土肥大人、1985年8月18日 - ）

血液型0型。富山県出身。
FMとやま「Back on Live」メインパーソナリティを務める。
出鱈目次郎という別名義での音楽活動や、アイドル等への楽曲提供も行っている。

### サポートメンバー
- Akkey（Gt、Cho）

　  REDJETSのメンバー
- ミッチー（Ba、Cho）

　  REDJETSのメンバー
- 久佐賀 麗（Key、Cho）

　  め組のメンバー
- ぬき（Dr、Cho）

　  THE SANDMANSのメンバー

### 旧メンバー
- 岸波藍（Dr、Cho）

ユニセックスブランド「LISTLESS」を展開するなど、デザイナーとしても活動。
2019年12月脱退。
- ココナッツ先輩（Ba、Cho）

2016年11月25日、東京・新代田FEVERにて開催されたツアーファイナルをもって脱退。
- タナカ・ターナ（Gt、Cho）

2016年3月、正式加入。2017年9月5日のライブをもって脱退。
- 伊覇祐也（Gt）

2014年6月25日脱退。

## 概要
前身バンドLiFTを経て、2012年11月にセプテンバーミーを結成。
2015年5月3日、富山市で行われたサーキットイベント「MUSIC POTION RED FES 2015」への出演を皮切りに、約一年をかけて47都道府県ツアー「マジカルミステリーオカルトツアー」を行った。
2018年、年内をもって活動休止することを発表。
活動休止中の2019年12月に岸波が脱退したため、ドイヒロトのソロプロジェクトになる。
2020年8月18日、池袋手刀にて一日限定で復活ライブを開催。
2021年5月20日、新宿LOFTにて田中聖とのツーマンライブ「DREAM MATCH 2021～Born in 1985～」を実施。
2023年2月2日より同年9月30日までの期間限定で活動再開。
2024年3月16日、富山県出身のサポ－トメンバ－を迎え活動再開。

## ディスコグラフィ

### その他CD
- 「Plus Ultra Tour 2018」来場者特典CD（2018年6月22日発売）

1. ハレルヤ〜KISHIMAMI Vocal Ver.〜
2. ハラヘリスギダ（チャン・ドイゴン）

### DVD
- FIVE（2018年9月17日発売） - 東名阪ツアー「hallelujah tour」のライブ映像を収める

## タイアップ一覧
| 使用年 | 曲名                   | タイアップ                                                  |
| ------ | ---------------------- | ----------------------------------------------------------- |
| 2015年 | 妖怪ダンス             | 関西テレビ『音エモン』2月度エンディングテーマ               |
| 2016年 | 彼女inワンダーランド   | フジテレビ系『全力!脱力タイムズ』8・9月度エンディングテーマ |
| 2016年 | 彼女inワンダーランド   | 富山テレビ『bbt music selection』10月度オープニングナンバー |
| 2016年 | テレキャスターマジック | 関西テレビ『ミュージャック』9月度エンディングテーマ         |
| 2017年 | 光のストーリー         | BSフジ『冗談手帖』4〜6月度エンディングテーマ                |

## 主なライブ

### ワンマンライブ・主催イベント
| 開催日                   | タイトル | 備考             |
| ------------------------ | --- | ---------------- |
| 2016年11月11日〜11月25日 | セプテンバーミー ミニアルバム「絶対的未来奇譚」リリースツアー CRセプテンバーミー ～にゅーわーるどおーだー～ |                  |
| 2017年7月7日〜9月5日     | セプテンバーミー「百鬼夜行ツアー2017」                                                                      |                  |
| 2017年11月20日〜12月12日 | hallelujah tour                                                                                             | 東名阪3公演      |
| 2018年6月22日〜10月3日   | 1st Full Album「セプテンバーミー」リリースツアー「Plus Ultra Tour 2018」                                    |                  |
| 2018年9月17日〜9月26日   | 9月の私 vol.5-final seriesワンマンツアー-                                                                   |                  |
| 2020年8月18日            | YouTube Live「出鱈目ちゃんねる～配信限定セプテンバーミー1日復活ライブ&都市伝説配信ライブ～」                | オンラインライブ |
| 2023年9月8日〜9月30日    | セプテンバーミー10周年記念リリースツアー 「LAST DANCE IN THE DARK TOUR」                                    |                  |